# Calcinato
Calcinato (lombardul: Calsinàt) település Olaszországban, Lombardia régióban, Brescia megyében. Lakosainak száma 12 862 fő (2023. január 1.). Calcinato Bedizzole, Castenedolo, Castiglione delle Stiviere, Lonato del Garda, Mazzano és Montichiari községekkel határos.

## Népesség
A település népessége az elmúlt években az alábbi módon változott:
| Lakosok száma | 12 915 | 12 894 | 12 862 |
|               | 2017   | 2018   | 2023   |